# Walk East on Beacon
Walk East on Beacon is een Amerikaanse thriller uit 1952 onder regie van Alfred L. Werker. Destijds werd de film in Nederland uitgebracht onder de titel De geheime dienst grijpt in.

## Verhaal
Inspecteur James Belden moet een gevaarlijk lek opsporen binnen de FBI. Hij ontdekt dat professor Albert Kaper wordt afgeperst door communisten. De geleerde blijkt inlichtingen te verstrekken aan een spion uit het Oostblok. Dan maakt James kennis met de knappe Teresa.

## Rolverdeling
| Acteur            | Personage                         |
| ----------------- | --------------------------------- |
| George Murphy     | Inspecteur James Belden           |
| Finlay Currie     | Professor Albert Kafer            |
| Virginia Gilmore  | Millie Zalenko / Teresa Henning   |
| Karel Štěpánek    | Alexi Laschenkov / Gregory Anders |
| Louisa Horton     | Elaine Wilben                     |
| Peter Capell      | Chris Zalenko / Gino              |
| Bruno Wick        | Luther Danzig                     |
| Jack Manning      | Melvin Foss / Vincent             |
| Karl Weber        | Charlie Reynolds                  |
| Robert A. Dunn    | Dr. Wincott                       |
| Vilma Kurer       | Rita Foss                         |
| Michael Garrett   | Michael Dorndoff / Frank Torrance |
| Lotte Palfi-Andor | Anna Kafer                        |
| Ernest Graves     | Robert Martin                     |
| Robert Carroll    | Boldany                           |